# Malšovická aréna
Die Malšovická aréna (auch als Stadion Hradec Králové bekannt) ist ein Fußballstadion im Stadtteil Malšovice der tschechischen Stadt Hradec Králové in der nordostböhmen Region Královéhradecký kraj. Der Neubau bietet 9300 Plätze und ist in die UEFA-Stadionkategorie 4 eingestuft. In der neuen Heimspielstätte des Fußballvereins FC Hradec Králové wurde am 5. August 2023 die erste Partie ausgetragen.

## Geschichte
Die neue Fußballarena wurde auf dem Grund des alten Všesportovní stadion von 1966 errichtet. Das Stadion mit Aschenbahn entsprach nicht mehr den Anforderungen der Fortuna Liga, der ersten tschechischen Fußballliga. Nach dem Aufstieg in die Fortuna Liga 2021/22 musste der FC Hradec Králové in die Lokotrans Aréna nach Mladá Boleslav ausweichen. 2008 präsentierte die Stadt Hradec Králové ein erstes Konzept für ein neues Stadion auf dem alten Grund. Die Umsetzung sollte mit der ECE Group als Investor realisiert werden. Dieser sollte ein Grundstück erhalten und ein Einkaufszentrum bauen. Die Aréna Hradec Králové war auf 12.000 Plätze ausgelegt und wurde vom Studio Casua entworfen. Anfang 2013 erhielt man die Baugenehmigung für die Arena. Ende des Jahres zog sich die ECE Group von dem Projekt zurück. Sie sollte durch Unternehmensgruppe HB Reavis ersetzt werden, was letztendlich nicht zustande kam. Danach entschied die Stadtverwaltung den Bau ohne Investor zu realisieren. 2015 stellte die Stadt ein neues, steuerfinanziertes Projekt vor, dass statt eines kompletten Neubaus an anderer Stelle einen Umbau mit 10.000 Plätzen vorsah. Ende 2016 wurde eine neue, aktualisierte Version von Architekt Tomáš Vymetálek vorgestellt. Mit diesem Konzept wurde Anfang März 2017 ein geänderter Bebauungsplanung untermauert, sodass es umgesetzt werden konnte. Zu dieser Zeit stand man nach sechs Jahren der Bemühungen vor der Erteilung der Baugenehmigung. Das Projekt musste detailliert ausgearbeitet werden, bevor der Bauantrag offiziell eingereicht werden konnte. Das markanteste Merkmal der alten Sportstätte, die vier, 55 Meter hohen, Flutlichtmasten in Form von überdimensionalen Lutschern sollten in den Umbau einbezogen werden. Die Abrissarbeiten der alten Ränge waren für Ende 2017 angesetzt. Der Bau war ab Frühjahr 2018 eingeplant. Das jetzt umgesetzte Projekt war schon das dritte Konzept für ein Stadion in Malšovice. Es ist eine Weiterentwicklung des zweiten Konzepts von 2015. Der Entwurf von 2015 sollte 380 Mio. Kronen (rund 15,8 Mio. Euro) kosten. Vor dem Baubeginn erhöhte sich die auf 568 Mio. Kronen (rund 23,5 Mio. Euro). Insgesamt kostete der Neubau 763 Mio. Kronen (rund 31,4 Mio. Euro).
Im April 2021 erhielt das Konsortium aus Strabag, der Geosan Group und D&D Elektromont den Auftrag zum Bau. Mit dem Abriss des Všesportovní stadion wurde im September 2021 begonnen. Am 22. Februar 2022 konnte mit dem Bau des Fußballstadions in Hradec Králové begonnen werden. Der Pfarrer der Stadt, Jan Paseka, betete für den erfolgreichen Baufortschritt, woraufhin der Grundstein gelegt wurde.
Am 5. August 2023 (3. Spieltag der Fortuna Liga 2023/24) fand die erste Partie in der neuen Malšovická aréna statt. Der FC Hradec Králové besiegte Dynamo Budweis mit 5:1. Das erste Tor erzielte Daniel Vasulin zum 1:0.

## Länderspiele tschechischer Fußballnationalmannschaften
Frauen
- 31. Okt. 2023:  Tschechien –  Bosnien und Herzegowina 2:2 (Women’s Nations League 2023/24) – 7488 Zuschauer[8]

U-21-Männer
- 20. Nov. 2023:  Tschechien –  Slowakei 2:1 (Freundschaftsspiel) – 4568 Zuschauer[9]
- 26. Mär. 2024:  Tschechien –  Island 4:1 (Qualifikation zur U-21-Europameisterschaft 2025) – 9126 Zuschauer[10]
- 15. Okt. 2024:  Tschechien –  Litauen 3:0 (Qualifikation zur U-21-Europameisterschaft 2025) – 8915 Zuschauer[11]

Männer
- 10. Juni 2024:  Tschechien –  Nordmazedonien 2:1 (Freundschaftsspiel) – 8864 Zuschauer[12]
- 22. Mär. 2025:  Tschechien –  Färöer 2:1 (Qualifikation zur Weltmeisterschaft 2026) – 8978 Zuschauer[13]